# NSB El 16 sorozat
Az NSB El 16 sorozat egy norvég Bo'Bo' tengelyelrendezésű 15 kV, 16,7 Hz AC áramrendszerű villamosmozdony-sorozat. Az NSB üzemelteti. Összesen 17 db készült belőle az ASEA gyárában.

## Története
Az 1970-es években az NSB-nek kihívást jelentett a meredek és téli Bergen vasútvonal, és az NSB El 14 sorozat nem volt megfelelő a feladatra. A megoldásnak a tirisztoros mozdony tűnt, amelyet az ASEA és a Canadian Pacific Railway sikeresen tesztelt, és amely 50%-kal nehezebb vonatokat tudott húzni, mint amire a hasonló dízel-villamos mozdonyok képesek voltak. Ez részben a dinamikus csúszásszabályozás rendszerének volt köszönhető, ahol a vontatómotorok fordulatszámát úgy szabályozták és állították be, hogy elkerüljék a megcsúszást és a tapadás elvesztését. A svéd SJ Rc sorozatú mozdonyokat az Northeast Corridoron tesztelték sikerrel, és az NSB úgy döntött, hogy a Bergeni vonalon is kipróbálja az egységeket. 1976-ban az NSB hat darab módosított Rc4-es kivitelű, dinamikus fékekkel, megnövelt vonóerővel (az Rc4-es 4x900 kW-ról az El16-os 4x1100 kW-ra) és hegyes orral ellátott egységet rendelt, amely képes az időnként előforduló hófúvásokon is átjutni. 1980-ban további négy egységet szállítottak le, az utolsó hetet pedig 1984-ben. A járművek a 16 2201-16 2217-es pályaszámokat kapták.
A mozdonyokat a teljes villamosított vasúthálózaton használták, mind a személy-, mind a tehervonatokat, kivéve a Gjøvik vonal északi szakaszát és a Kristiansandtól nyugatra fekvő Sørland vonalat, a túl gyenge áramellátó rendszerek miatt. A rendszereket azonban azóta korszerűsítették.
A személyszállításból való kivonás a Norvég Államvasutak szétválásával kezdődött. 8 mozdonyt átadtak a CargoNet teherszállító vállalatnak. 2002-ben további hat mozdonyt adtak el a svéd Tågkompaniet üzemeltetőnek, a fennmaradó három mozdonyt pedig a CargoNet vásárolta meg. 2007-ben a Tågkompaniet összes mozdonyát eladták Norvégiának.. A 16 mozdonyból kettő elveszett, amikor a svéd határon átmenő teherszállítás során egy tűzben kiégtek.